# Comté de Christian (Illinois)
Pour les articles homonymes, voir Comté de Christian.
Le comté de Christian est un comté situé dans l'État de l'Illinois, aux États-Unis. En 2010, sa population est de 35 372 habitants. Son siège est Taylorville.

## Démographie

Pyramide d'âge du comté de Christian (en 2000).

Lors du recensement de 2010, le comté comptait une population de 34 800 habitants. Elle est estimée, en 2016, à 33 309 habitants.